# Ponte da Academia
A ponte da Academia (em italiano:  ponte dell'Accademia) é uma ponte em arco de Veneza. Originalmente em ferro, foi inaugurada em 20 de novembro de 1854. Fica próxima da Accademia.
Na sequência desta obra, foi aberto um concurso para edificar uma ponte de pedra. O projeto vencedor (Torres e Briazza) não foi todavia realizado e construiu-se uma ponte em madeira sob projeto do engenheiro Eugenio Miozzi (1889-1979), que foi aberta em 15 de janeiro de 1933. Sucessivas intervenções adicionaram à obra original elementos metálicos.
É uma das quatro pontes — juntamente com a Ponte de Rialto, a Ponte dos Descalços e a Ponte da Constituição (Veneza) - que atravessam o Grande Canal.

## Galeria fotográfica

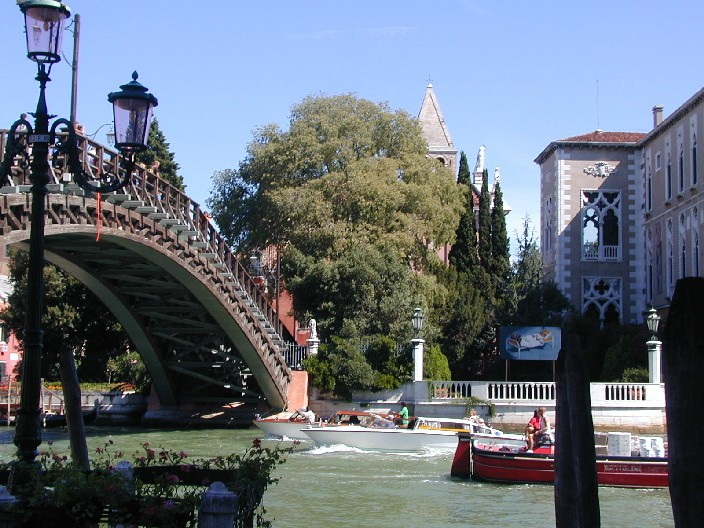
Veneza, Ponte dell'Accademia
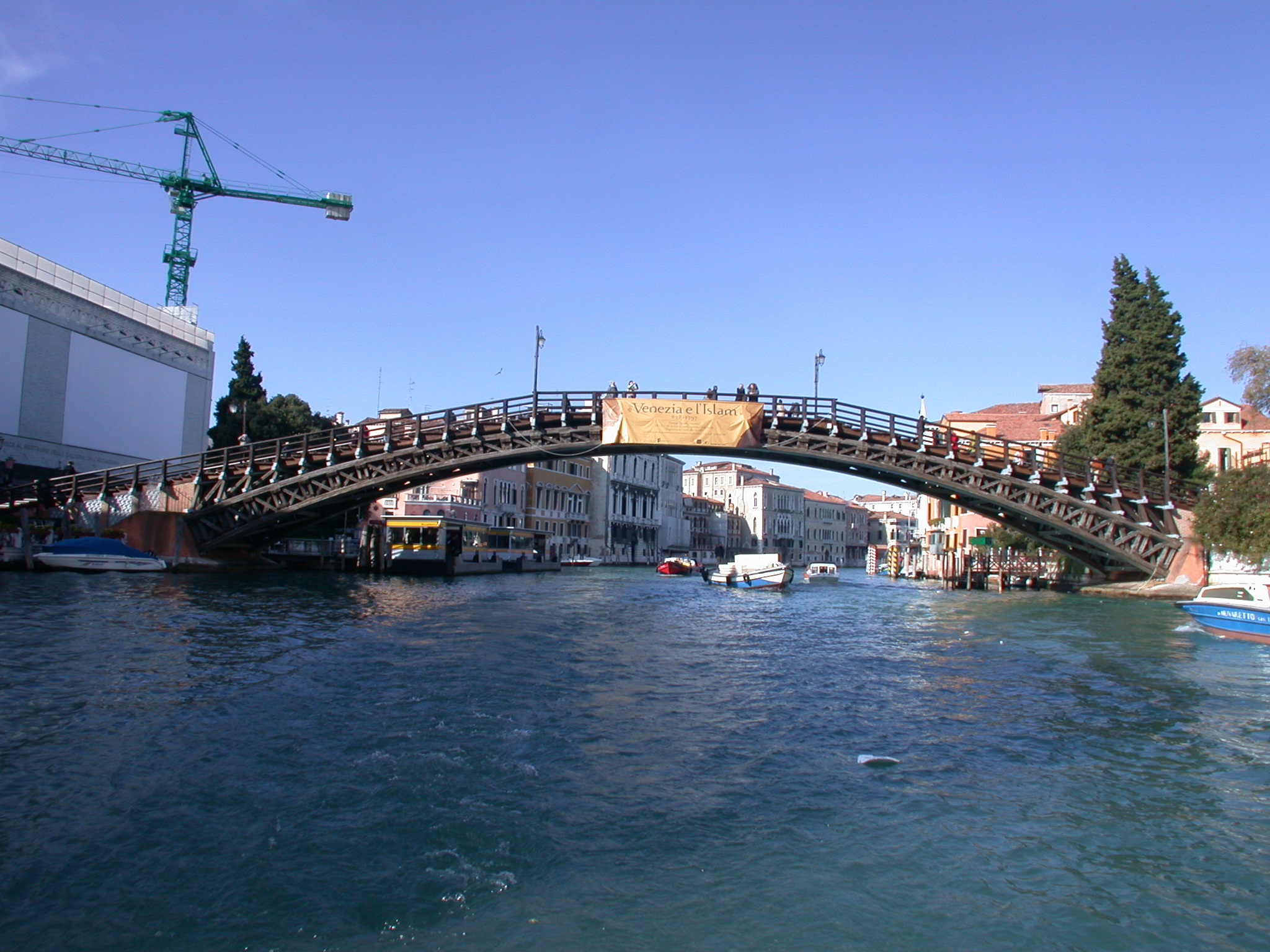
Veneza, Ponte dell'Accademia